# Messatoporus mesosternalis
Messatoporus mesosternalis là một loài tò vò trong họ Ichneumonidae.